# Christian Zeitz
Christian Zeitz (ur. 18 listopada 1980 w Heidelbergu), niemiecki piłkarz ręczny, reprezentant kraju. Występuje na pozycji prawego rozgrywającego. W kadrze narodowej zadebiutował w 2001 roku, natomiast zakończył ją w 2008 roku.
W 2004 roku zdobył srebrny medal Igrzysk Olimpijskich, a także w 2007 złoty medal mistrzostw świata. W 2014 roku opuścił Bundesligę po 11 latach spędzonych w drużynie THW Kiel. Od sezonu 2014/15 gra w węgierskim MKB Veszprém KC.

## Sukcesy

### reprezentacyjne

#### Mistrzostwa Świata
- (2007)
- (2003)

#### Mistrzostwa Europy
- (2004)
- (2002)

#### Igrzyska Olimpijskie
- (2004)

### klubowe

#### Mistrzostwa Niemiec
- (2005, 2006, 2007, 2008, 2009, 2010, 2012, 2013, 2014)
- (2004, 2011)

#### Puchar Niemiec
- (2007, 2008, 2009, 2011, 2012, 2013)
- (2005)

#### Liga Mistrzów
- (2007, 2010, 2012)
- (2008, 2009, 2016)

#### Puchar EHF
- (2004)

#### Superpuchar Niemiec
- (2005, 2007, 2008)